# Megaforce Demo
Megaforce demo est une démo de Metallica enregistrée le 16 mars 1983. C'est la dernière démo enregistrée avec Dave Mustaine et la première avec Cliff Burton. Elle contient deux nouvelles chansons qui n'ont pas été jouées auparavant : Whiplash et No Remorse.